# Microterys sasae
Microterys sasae är en stekelart som beskrevs av Pilipyuk och Trjapitzin 1974. Microterys sasae ingår i släktet Microterys och familjen sköldlussteklar. Inga underarter finns listade i Catalogue of Life.